# 寄生虫

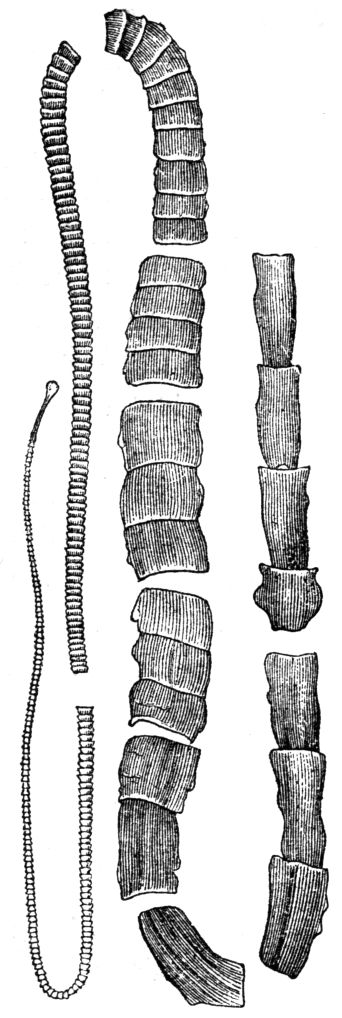
無鈎条虫 (Taenia saginata) ヒト腸管内で最大10mまで成長した記録が残る。1000以上の体節からなり、糞便に混じる体節は卵を含み片節と呼ばれる

寄生虫（きせいちゅう）とは、寄生生物のうち動物に分類されるものを指す。寄生動物とも。
植物における寄生生物は寄生植物と呼ばれる。
寄生の部位によって、体表面に寄生するものを外部寄生虫、体内に寄生するものを内部寄生虫という。単に寄生虫と言ったときは、内部寄生虫のことだが、外部寄生虫のダニなどを含めることがある。カ・ブユなど、一時的に付着するだけの吸血性昆虫は、寄生とは言わないのが普通だが、寄生虫学では寄生虫に含めることがある。また、社会寄生や労働寄生は寄生虫には含まれない。
寄生虫に寄生される生物を宿主（または寄主）と呼ぶ。また、寄生バチや寄生バエのような寄主を食い尽くす生物を捕食寄生者と呼ぶ。

## 分類と進化
寄生虫と総称される動物のグループには、原生動物門・有櫛動物門・中生動物門・扁形動物門・線形動物門・類線形動物門・鉤頭動物門・紐形動物門・環形動物門・節足動物門・舌形動物門など多様な動物門が含まれている。現在の分類学によるおよそ30余りの動物門のうち半数近くに寄生性の種が含まれることになり、このうち、中生動物・類線形動物・鉤頭動物・舌形動物についてはそこに含まれるすべての種が寄生性である。
棘皮動物・脊索動物など後口動物には、（内部）寄生する種はほとんど知られていないが、その理由ははっきりと解明されていない。

### 進化
寄生虫はもともとは自由生活をする生物から進化したと考えられている。寄生性の獲得はさまざまな生物の系統上で独立して何度も起こったようである。
寄生生活への適応の結果として、生物の形態には大きな変化が起こる。吸収や附着、生殖に関する器官が発達する一方、多くの場合に消化器官や感覚器官、運動器官が大幅に退化する。そのためある動物門から進化した寄生性のタクソンが形態の違いにより独立門と見なされてしまうことがある。たとえば、舌形動物門はすべて寄生性の種からなる門で以前から節足動物との近縁性が指摘されていたが、最近の分子系統解析の成果により甲殻類の鰓尾類に近縁であることが示された。このため分類者によっては舌形動物門を独立した門とは認めず、節足動物門に含まれるものとする場合がある。
中生動物門はごく少数の細胞からなる生物のグループであるが、その起源については、単細胞生物が多細胞へ進化する過程の生物とする説と、扁形動物など後生動物が寄生生活の結果退化的に進化したものとする二つの説がある。近年の分子系統分析では、後者の説の方が有力になりつつある。
寄生性の種は多くの場合、自由生活に必要な器官を失う。退化した器官は再び発達しないことが多い（ドロの法則・退化を参照）ので、寄生種が自由生活種に再び進化することはほとんど知られていない。ただし、生活環の一部でのみ寄生生活を営むものもあり、そのような種では寄生生活以外の時期には運動性を保持するのでこの限りではない。狩りバチやスズメバチなどは寄生バチから進化したと考えられている。ただし、幼虫が親に餌を用意してもらっている点では、幼虫の自由生活の能力はないままと見ることもできる。

## 特徴と生態
一般に寄生動物は、体を固定するための構造が発達する。他方、特に内部寄生虫は、使う必要のない運動器官、感覚器官、消化器官が退化する。しかし、生殖器官は発達する場合が多く、体が生殖器官だけになってしまうような例も見受けられる。
寄生虫にとって大きな問題となるのは、宿主間をどうやって移動するかである。特に内部寄生虫の場合、生活環のどこかで宿主間の移動をしなければならないが、大型の寄生虫では簡単な方法が少ない。たとえば、ヒトに寄生するギョウチュウは、ヒトの肛門周辺に産卵する。産卵の際に周辺部に痒みを引き起こし、掻き毟った手に卵が付着してヒトからヒトに移るので、比較的簡単に宿主間を移動するが、やはりよく知られるカイチュウでは、卵は大便とともに体外に排出され、その便が肥料として使用された際に野菜等に付着することで食物として他人の口に侵入するという経路を持つ。現在の日本では化学肥料の普及により糞便を肥料に利用することがほとんどないので、カイチュウの感染例は激減している。
食物連鎖を利用して宿主への侵入を果たすものもいる。カマキリやカマドウマの寄生虫として有名なハリガネムシは、秋になると成虫が宿主の体外に出て、池などの水辺から水中に入り、そこで産卵する。孵化したハリガネムシの幼生は、まずカゲロウなどの水生昆虫の体内に侵入し、カマキリやカマドウマに宿主が捕食されることで再び捕食者の体内に侵入して成体へと成長する。
このように幼生と成体で異なる宿主を持つ場合、幼生の宿主を中間宿主、成体の宿主を終宿主という。中間宿主を複数持つ寄生虫も知られている。終宿主にたどり着けない場合、寄生虫は成体にはなれないことが多い。このような複雑な生活環を持つ種では、卵が成虫になる確率は極めて低く、成体は極めてたくさんの卵を産む。
さらに、中間宿主の体内で幼生が無性生殖を行って数を増やす例もある。吸虫類や条虫類ではそのような例が多い。例えばエキノコックスは本来はキツネなどを終宿主とする小型の条虫類であるが、幼生がヒトに入った場合、成虫になることができず、幼生のままで無性生殖を繰り返すため、大変危険な症状を引き起こす。
生活環の一部でのみ寄生生活を行う生物も知られており、そのような種では寄生による変化は大きくない。淡水産の二枚貝には孵化直後に魚の鰭に寄生するものがあるが、それ以外の段階では特に寄生性への適応が見られないのが普通である。寄生バチ、寄生バエには幼虫期に寄生生活を行うものがあり、これも成虫は非寄生性の仲間と比べて形態的にも運動能力的にも大きな差はない。ケンミジンコ類モンストリラ目のものは幼生期に多毛類に寄生する。この類でも成体は自由生活を営むが、口器が退化している。

### 生物群集との関連
ある地域に棲息する寄生虫の生命史は、その地域の生物群集においての種間関係や食物網が成立して初めて成り立つものである。たとえば食物連鎖のどこかで破綻が起きれば寄生虫は中間宿主に辿り着くことができなくなり、仮にいくら終宿主が豊富に存在していても種を維持することができなくなる。つまり寄生虫が脈々と子孫を残していくためには、地域の生物群集が充分に保全されている必要がある。そのような観点から、寄生虫から群集を見ると言う見方もあり得る。たとえば干潟の巻貝を中間宿主とし、鳥を終宿主とする吸虫を調べることから干潟の保全を考える、と言ったことが試みられている。人の往来や物流が発展して、地球温暖化の傾向と連なって、従来では生息していない地域へ伝染する懸念がなされている。

## ヒトと寄生虫

### 日本人の保有率
戦後の日本においては、寄生虫は（病気ではないものの）結核などの感染症と並び国民病の一つとされていた。昭和20年代の全国民の保卵率は70-80%と推定されている。また、戦後の混乱から脱しつつある1956年に富山市が市職員に対して行った検査でも45%の高率となっていた。

### 食生活の変化と寄生虫
近現代におけるヒトの食生活の著しい変化により、従来ヒトの生活に近かった寄生虫の感染例は減少傾向にある。例えば人糞の農作物への利用によって媒介されていたカイチュウの感染例は、化学肥料の普及によって大幅に減少した。しかし動植物の生食が増えることによって、従来はあまり見られなかった新たな寄生虫の症例も増加して来ているという。

### 正の効用
藤田紘一郎の研究によれば、サナダムシを始めとする寄生虫の一部はアレルギー反応を抑制する成分を分泌しており、副作用の問題などから実用化には至っていないものの、ヒトのアレルギー症状を抑える特効薬として期待されている。寄生虫は人間にとって正の効用を持つ可能性もあるが、一般には病原体であり、安易な使用は危険である。

### 虫下し
寄生虫を体外に排出するため、駆虫薬を投与する。昔からセンダンが虫下しとして利用されてきた。

## 寄生虫による宿主への干渉
トキソプラズマが脳に寄生すると宿主の行動を変えることが知られている。
- ハイイロオオカミは、リーダーになるか群れから離れる割合が高い[6]。
- 感染したブチハイエナは、ライオンが近寄っても逃げなくなり約4倍ライオンに殺されやすい[7]。
- 感染したマウスは、ネコの尿に警戒感を示さず食べられてしまいやすくなる[8]。
- ヒトに感染した場合、男性は危険行動や違反行動などを起こす、女性に感染すると社交的になるとも変わらないともされる[8][9]。

そのほか、ハリガネムシがカマキリを操作して水に近寄らせたり、ロイコクロリディウムがカタツムリに感染して鳥に食べられやすい行動をとらせるなど、さまざまな動物で寄生虫が宿主の行動に影響を与える例が報告されている。
フクロムシに寄生されたカニのように宿主が生殖能力を失ったり性徴が変化する例があり、これを寄生去勢という。

### 寄生主による寄生虫への対策
- グルーミング、砂浴び、沼田場

## 代表的な寄生虫

### ヒトの寄生虫
- 外部寄生虫
  - 節足動物
    - ヒトノミ
    - アタマジラミ
    - コロモジラミ
    - ケジラミ
    - ニキビダニ
    - ヒゼンダニ（疥癬）
- 内部寄生虫
  - 環形動物
    - ハナビル

  - 節足動物
    - イヌシタムシ

  - 線形動物
    - カイチュウ
    - ギョウチュウ
    - フィラリア
    - 広東住血線虫

  - 扁形動物
    - 肝臓ジストマ
    - 肺臓ジストマ
    - 横川吸虫
    - 日本住血吸虫
    - 有鉤条虫
    - 無鉤条虫
    - エキノコックス
    - 広節裂頭条虫

  - 赤痢アメーバ（アメーバ赤痢）

### ヒト以外へ寄生する寄生虫
- 外部寄生虫
  - 節足動物
    - 昆虫：ノミ・シラミ・ハジラミ・ヒトヒフバエ
    - クモ類：オヨギダニ・オオマルダニ・マダニ・ワクモ・スナノミ
    - 甲殻類：チョウ (甲殻類)・イカリムシ

  - 環形動物：
    - ヒル類：ヒルミミズ・ウミエラビル
- 内部寄生虫
  - 節足動物
    - 昆虫：コバチ・ヒメバチ・コマユバチ・ヤドリバエ・ネジレバネ
    - 甲殻類：エビヤドリムシ・フクロムシ

  - 類線形動物：ハリガネムシ
  - 線形動物：アニサキス・広東住血線虫
  - 扁形動物
    - サナダムシ類：
    - 吸虫類：肝蛭・フタゴムシ・ロイコクロリディウム

  - 鉤頭動物
  - 紐型動物：ヒモビル
  - 有櫛動物：ヤドリクシクラゲ
  - 刺胞動物：カイヤドリヒドラ
  - ミクソゾア：粘液胞子虫・軟胞子虫（ミクソゾアは元来は原生動物とみなされたが、後生動物起源と考えられ、特に軟胞子虫は多細胞で筋肉も持っている）
  - 中生動物：ニハイチュウ